# Canterbury
För andra betydelser, se Canterbury (olika betydelser).
Canterbury (engelskt uttal: [ˈkæntərbəri]
 ( lyssna)) är en stad i grevskapet Kent i sydöstra England. Staden är huvudort i distriktet med samma namn och ligger vid floden Stour, cirka 88 kilometer sydost om centrala London. Tätorten (built-up area) hade 55 087 invånare vid folkräkningen år 2021.
Staden är säte för ärkebiskopen av Canterbury sedan år 597, och är välkänd för sin katedral. Staden blev tidigt ett kristet viktigt centrum. Canterbury grundades av romarna vid en handelsplats som uppstått vid en vägkorsning.
I staden skedde mordet på Thomas Becket, en av de mest betydelsefulla medeltida händelserna i brittisk historia och efter Beckets martyrskap var Canterburys framtid säkrad.
Staden skadades svårt under den tyska blitzen. Stora delar av innerstaden är därför relativt modern, men med medeltida inslag.
Idag har staden en klart ung profil, med anledning av den stora mängden studenter som finns i Canterbury. I Canterbury finns de tre universiteten, University of Kent, Canterbury Christ Church University samt University for the Creative Arts. Vid folkräkningen 2001 visade det sig att hela 22 procent av befolkningen mellan åldrarna 16 och 74 var heltidsstudenter, i jämförelse med endast 7 procent i resten av Storbritannien.
Canterbury nämndes i Domedagsboken (Domesday Book) år 1086, och kallades då Cantuaria/Cantuariensis.